# Филатьев, Дмитрий Владимирович
Дмитрий Владимирович Филатьев (1866 — 1932) — русский военный деятель, генерал-лейтенант (1916).  Член Военного совета Российской империи (1916).

## Биография

### Служба в Российской императорской армии
В службу вступил в 1885 году после окончания Московского 2-го кадетского корпуса, в 1886 году после окончания Александровского военного училища   произведён в подпоручики и был выпущен в 9-й Туркестанский стрелковый батальон. В 1890 году  произведён в поручики, в 1894 году в  штабс-капитаны.
В 1898 году после окончания Николаевской академии Генерального штаба по 1-му разряду произведён  в капитаны с назначением старшим адъютантом штаба 43-й пехотной дивизии. С 1900 года обер-офицер для поручений, с 1902 года  штаб-офицер для особых поручений и старший адъютант при штабе, с 1904 года при командующем Виленского военного округа. В 1902 году произведён в подполковники.
С 1904 года старший адъютант управления генерал-квартирмейстера 2-й Манчжурской армии, участник Русско-японской войны, за храбрость  в этой компании был награждён орденами Святой Анны и Святого Станислава 2-й степени с мечами и Святого Владимира 4-й степени с мечами и бантом.
В 1906 году произведён в полковники с назначением делопроизводителем Главного управления Генерального штаба. В 1912 году произведён в генерал-майоры, экстраординарный профессор, с 1914 года ординарный профессор
Императорской Николаевской военной академии и делопроизводитель Канцелярии Военного министерства Российской империи. С 1914 года участник Первой мировой войны, помощник главного начальника снабжений армий Западного и Северо-Западного фронтов. В 1916 году произведён в генерал-лейтенанты с назначением помощником начальника, с 1917 года начальником Канцелярии Военного министерства.
С 1916 по 1917 годы был членом Военного совета Российской империи состоя по Генеральному штабу. С конца 1917 года помощник военного министра. Был награждён всеми российскими орденами вплоть до ордена Святого Владимира 2-й степени  пожалованного ему 9 апреля 1915 года.

### Гражданская война и эмиграция
С 1918 года участник Гражданской войны в составе Добровольческой армии и Армии УНР. С 1919 года на службе при ставке адмирала А. В. Колчака, помощник главнокомандующего Восточным фронтом по снабжению войск. С 1920 года  главный начальник снабжения Дальневосточной армии.
С 1921 года в  эмиграции во Франции. Член Особой испытательной комиссии при Зарубежных высших военно-научных курсах. Умер 21 сентября 1932 года в Ницце. Похоронен на кладбище Кокад в Ницце.